# 风雷引
〈風雷引〉，古琴曲，相传为春秋时期鲁国琴人贺云遇神所授，其曲节奏如风之烈，如雷之迅，后用来反映古人将神秘的风雷看作不可抗拒的神权象征，因而必需迁善改过，以免遭天谴。今為梅庵派代表曲目之一。

## 解題
《五知齋琴譜》：「魯人賀雲，遇神人授之。其音溜亮幽奇，宜緊彈，五句入調，句句風雲，聲聲雷雨。大凡皷曲，頭慢中緊，尾稍緩至曲終。此曲音韻一氣重彈，貫串到底，與他曲音調迥異。細辨勾剔，律註分明，同好者審之。」

## 特點
- 節奏緊湊而靈活，跌宕頓挫，須一氣呵成。[3]
- 「多用撮法以壯聲勢，用滾法以狀烈雷，用連撮聲以象陣雨。」[3]

## 收錄琴譜
《風宣玄品》、《琴譜正傳》、《西麓堂琴統》、《琴書大全》、《松絃館琴譜》、《大還閣琴譜》、《澄鑒堂琴譜》、《五知齋琴譜》、《自遠堂琴譜》、《蕉庵琴譜》、《天聞閣琴譜》、《枯木禪琴譜》、《琴學叢書》、《梅庵琴谱》等約四十部明清琴譜中。

## 演奏版本
- 《梅庵琴谱》：梅庵琴派重要曲目。在查阜西的記錄中，朱惜辰的版本曾被音樂家吕骥评价为1956年所录诸曲之最。[5]